# Bert Achong
Bert Geoffrey Achong (* 6. Dezember 1928 in Port of Spain; † 20. November 1996 in Hampstead) war ein trinidadischer Labormediziner. 1964 entdeckte er zusammen mit Anthony Epstein und Yvonne Barr in Zellkulturen von afrikanischen Burkitt-Lymphomen das später so benannte Epstein-Barr-Virus.

## Leben und Wirken
Bert Achong wurde in der damaligen britischen Kolonie Trinidad und Tobago geboren und hatte chinesische Vorfahren. Als begabter Schüler erhielt er ein Stipendium, das ihm ein Studium in Europa ermöglichte. Mit 18 Jahren nahm er ein Medizinstudium am University College Dublin auf und erwarb dort 1953 einen Doktortitel. 1955 zog er nach London und spezialisierte sich am Lambeth Hospital auf Labormedizin (clinical pathology).
Im Jahr 1963 schloss sich Bert Achong der Forschungsgruppe von Anthony Epstein am Middlesex Hospital an, wo er durch seine Arbeit am Elektronenmikroskop zur Entdeckung des Epstein-Barr-Virus beitrug. Damit gelang der erste Nachweis eines Virus, das beim Menschen Krebs auslösen kann. 1968 ging Achong mit Epstein an die University of Bristol, wo er Dozent für Zytodiagnostik wurde und bis zu seinem Ruhestand 1985 blieb.
1971 isolierte Achong erstmals ein Spumavirus aus einer menschlichen Zellkultur, das in der Folge als Human foamy virus (HFV) bezeichnet wurde, zwei Jahrzehnte später durch genetische Untersuchungen jedoch als identisch mit einem bei Schimpansen verbreiteten Virus erkannt wurde. Es war der erste Nachweis einer natürlich aufgetretenen Infektion eines Menschen durch ein Retrovirus.
Bert Achong starb 1996 im Alter von 67 Jahren an den Folgen eines Hirntumors.

## Schriften (Auswahl)
- M. A. Epstein, B. G. Achong, Y. M. Barr: Virus Particles In Cultured Lymphoblasts From Burkitt’s Lymphoma. In: The Lancet. Band 1, Nr. 7335, März 1964, ISSN 0140-6736, S. 702 f., PMID 14107961 (englisch).
- M. A. Epstein, G. Henle, B. G. Achong, Y. M. Barr: Morphological And Biological Studies On A Virus In Cultured Lymphoblasts From Burkitt’s Lymphoma. In: Journal of Experimental Medicine. Band 121, Mai 1965, ISSN 0022-1007, S. 761–770, PMID 14278230, PMC 2138004 (freier Volltext) – (englisch).
- B. G. Achong, P. W. A. Mansell, M. A. Epstein, P. Clifford: An unusual virus in cultures from a human nasopharyngeal carcinoma. In: Journal of the National Cancer Institute. Band 46, 1971, ISSN 1460-2105, S. 299–307, PMID 4329955 (englisch).